# Модель процесса коммуникации
Модель процесса коммуникации — понятие в психологии.

## История Модели
История модели начинается в 1970-е годы, когда ученый кафедры психологии Университета Пердью (США), Доктор психологии Тайби Кэлер делает серию открытий.
В ходе исследований Доктор Кэлер замечает, что в речи человека явно выделаются характерные и упорядоченные стереотипы, носящие последовательный, повторяющийся и предсказуемый характер.
Они могут быть положительными (состояние установленной коммуникации), так и отрицательными (непонимание или отсутствие коммуникации).
При внимательном наблюдении за появлением в речи стереотипов, можно объективно определить и предсказать качество взаимодействия человека с окружающими и описать его прогнозируемое поведение.
Доктор Кэлер анализирует, классифицирует речевые стереотипы, и устанавливает взаимосвязь различных стереотипов с характерным поведением человека в состоянии стресса. Внимательное наблюдение за речью собеседника позволяет предсказать, как именно этот человек способен вести себя в ситуациях с различной степенью стресса.
Дальнейшие исследования Доктора Кэлера подтверждают его теорию, что каждый стереотип речи и поведения непосредственно коррелирован с определенным типом личности. Всего в модели насчитывается шесть таких типов.
Данное открытие становится основой клинической модели оперативного психологического диагноза, изначально названной «минискрипт».
Психотерапевт или психолог с помощью модели может определить предпочтительные стили коммуникации пациента, определить его тип личности и прогнозировать его негативное поведение только на основе речи. Использование «минискрипта» дает возможность существенно сократить длительность лечения.
В 1977 году Доктор Кэлер удостаивается Премии Эрика Берна, присуждаемой Международной ассоциацией трансакционного анализа Тран за самое значительное научное открытие в этой области психологии.
В 1978 г. ведущий психолог Национального управления по аэронавтике и исследованию космического пространства США (NASA) Доктор психологии Тэрри Макгвайр (Terry McGuire) приглашает Тайби Кэлера показать эффективность модели при отборе кандидатов для полетов в космос.
Результат эксперимента убедителен, всего 10 минут с использованием подхода Кэлера дают столько же информации, сколько психологическое интервью в несколько часов. NASA предлагает Доктору Кэлеру финансировать его научные работы и просит разработать методологию для отбора, оценки, подготовки астронавтов, для комплектации эффективных экипажей и управления ими.
В течение нескольких лет и с помощью многочисленных клинических исследований Тайби Кэлер совершенствует и научно обосновывает модель.

## Модель
Доктор Кэлер доказывает, что у каждого человека есть постоянный на протяжении всей жизни «основной» тип личности. Структура личности любого человека одновременно включает все шесть типов, но их пропорции и последовательность распределены неравным образом.
Каждый тип личности имеет собственный фильтр восприятия мира, канал коммуникации, характерные качества, предпочтения в плане стиля управления, собственные психологические потребности и источники мотивации. У каждого типа есть свой стереотип поведения в стрессовой ситуации.
Определить структуру личности позволяет разработанный Доктором Кэлером Индивидуальный Профиль Личности (Personal Pattern Inventory).

## Использование модели
Модель приобретает известность под названием Process Communication Model® (PCM) и находит применение в бизнесе и в политике.
После 30 лет исследований и усовершенствований PCM® используется корпорациями и государственными структурами всего мира, нашла применение и в области образования, используется педагогами для установления контактов со «сложными» учениками.
Клиническая модель Process Therapy Model® используется психиатрами, психологами и для лечения и консультаций.
Среди наиболее известных клиентов Д-ра Кэлера бывший президент США Билл Клинтона, государственный секретарь Хиллари Клинтон. Доктор Кэлер являлся советником Президента Клинтона по вопросам психодемографии в ходе его предвыборной кампании. Клинтон активно использовал PCM в построении своей политической карьеры.